# Нікко (Тотіґі)

36°45′ пн. ш. 139°6′ сх. д. / 36.750° пн. ш. 139.100° сх. д.
Нікко (яп. 日光市, にっこうし, МФА: [nik̚.koː ɕi̥]) — місто в Японії, в префектурі Точіґі.

## Короткі відомості
Розташоване в північно-західній частині префектури. Виникло на базі середньовічних поселень при шінтоїстських святилищах Футарасан і Тошьо. Останнє є мавзолеєм Токуґави Ієясу, засновника шьоґунату Токуґава. Основою економіки є сільське господарство, харчова промисловість, виробництво електротоварів, машинобудування, туризм. Традиційні ремесла — виготовлення японського лакованого посуду та різьба по дереву. В місті розташований Ніккоський державний парк. Багатство декору ніккоських святилищ і монастирів породило стару японську приказку: «Не кажи „чудово!“, поки не побачив Нікко». 1999 року культові споруди міста були занесені до списку Світової спадщини ЮНЕСКО. Станом на 1 жовтня 2008 площа міста становила 1449,87 км². Станом на 1 січня 2009 населення міста становило 91 049 осіб.